# Åsbo, Hedesunda socken
Åsbo var en liten nedlagd by nära gränsen till Valbo socken i området kring Gammelsäll i Hedesunda socken i nuvarande Gävle kommun. Åsbo är känd i skriftliga källor sedan 1654. Byn upphörde på 1920-talet.